# 欧特雷勒韦
欧特雷勒韦（法語：Autrey-le-Vay，法語發音：[otʁɛ lə vɛ]）是法国上索恩省的一个市镇，属于吕尔区。

## 地理
欧特雷勒韦（47°32'17"N, 6°24'3"E）面积2.79 平方千米，位于法国勃艮第-弗朗什-孔泰大區上索恩省，该省份为法国东部内陆省份，北起顺时针与孚日省、贝尔福地区省、杜省、汝拉省、科多尔省和上马恩省接壤。
与欧特雷勒韦接壤的市镇（或旧市镇、城区）包括：穆瓦迈、莱马尼、奥尼翁河桥村、维莱塞克塞勒。

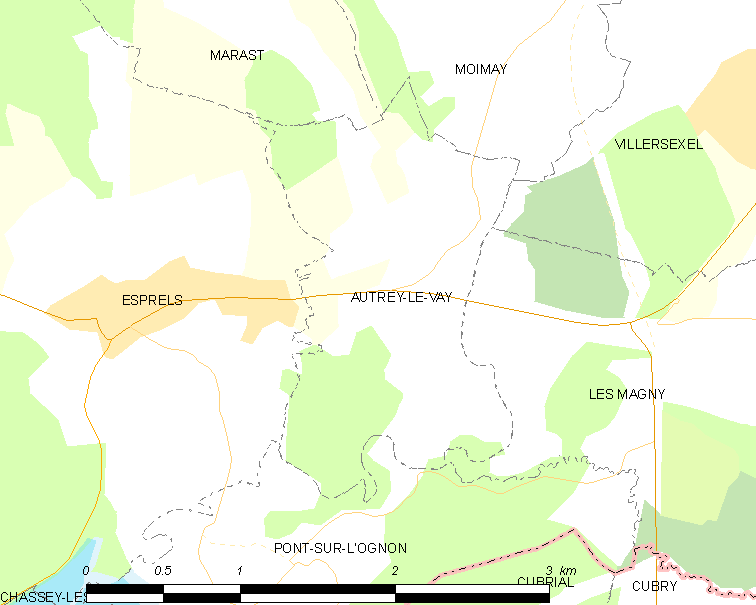
欧特雷勒韦的OSM定位图

欧特雷勒韦的时区为UTC+01:00、UTC+02:00（夏令时）。

## 行政
欧特雷勒韦的邮政编码为70110，INSEE市镇编码为70042。

## 政治
欧特雷勒韦所属的省级选区为维莱塞克塞勒县。

## 人口

1962-2008年间欧特雷勒韦人口变化图示

欧特雷勒韦于2022年1月1日时的人口数量为92人。